# Chuyến bay 16 của LOT Polish Airlines
Chuyến bay 16 của LOT Polish Airlines (LO16/LOT16) là chuyến bay quốc tế theo lịch trình từ Newark, Hoa Kỳ đến Warsaw, Ba Lan. Vào ngày 1 tháng 11 năm 2011, chiếc Boeing 767-35D(ER) đã thực hiện một hạ cánh khẩn cấp tại sân bay quốc tế Warsaw Chopin, sau khi càng hạ cánh bị hỏng. Tất cả 231 người trên máy bay sống sót mà không hề bị thương. Một rò rỉ trong các hệ thống thủy lực của máy bay đã xảy ra ngay sau khi cất cánh, dẫn đến mất tất cả chất lỏng thủy lực cung cấp cho hệ thống thiết bị hạ cánh chính.

## Máy bay
Chiếc Boeing 767-35D(ER), đăng ký SP-LPC, có tên Poznań, số sê-ri 28656. Nó được giao lần đầu tiên cho LOT vào ngày 5 tháng 5 năm 1997.

## Chuyến bay và sự cố
Trong vòng 30 phút sau khi khởi hành từ Newark, phi công đã nhận được cảnh báo rằng hệ thống thủy lực trung tâm đã gặp trục trặc. Quyết định được đưa ra là tiếp tục tới Warsaw để sử dụng hết lượng nhiên liệu nặng cần thiết cho chuyến bay xuyên Đại Tây Dương.  Máy bay tiến hành tiếp cận như bình thường, nhưng bị hủy bỏ khi thiết bị hạ cánh không triển khai.
Phi công đã thông báo cho trạm kiểm soát không lưu Warsaw (ATC) rằng họ không thể hạ thấp thiết bị hạ cánh do lỗi hệ thống thủy lực. Cơ trưởng quyết định vòng quanh sân bay trong hơn 1 giờ, để tiêu thụ nhiên liệu dư thừa và dành thời gian cho các dịch vụ khẩn cấp mặt đất để chuẩn bị cho việc hạ cánh. Quan sát trực quan của hai máy bay chiến đấu F-16 của Không quân Ba Lan đã xác minh rằng không có thiết bị hạ cánh nào bị bung ra; cố gắng hạ thấp thiết bị hạ cánh bằng phương tiện thay thế không thành công.

### Chuẩn bị hạ cánh khẩn cấp
Sân bay đã được sơ tán vì sự xuất hiện của máy bay và các con đường xung quanh sân bay đã bị đóng cửa để đáp ứng các dịch vụ khẩn cấp. Các chuyến bay khác đến Warsaw đã được chuyển hướng hoặc quay trở lại điểm khởi hành.
Vào lúc 14:40 CET, phi công đã hạ cánh thành công trên đường băng 33 nhưng không có ai bị thương. Chiếc 767 tuy nhiên, duy trì thiệt hại đáng kể. Tất cả những người trên máy bay đã được sơ tán trong vòng 90 giây.
Sân bay vẫn đóng cửa cho đến 16:00 CET, ngày 3 tháng 11 năm 2011, để cho phép loại bỏ các mảnh vỡ vụ tai nạn và sau đó kiểm tra lần cuối đường băng và tạp dề.
Ngay sau khi sơ tán, một nhóm từ Ủy ban Điều tra Tai nạn Máy bay (SCAAI) của Ba Lan đã đến và phát hiện ra rằng thiết bị ngắt mạch C829, bảo vệ một số hệ thống bao gồm hệ thống mở rộng thiết bị hạ cánh thay thế đã bị "bật". Bộ ngắt C4248 cho thiết bị hạ cánh thay thế vẫn đóng.
Sau khi máy bay được nhấc khỏi đường băng, bộ ngắt mạch C829 đã được đóng lại, và thiết bị hạ cánh được mở rộng, sử dụng hệ thống thay thế. Chiếc máy bay sau đó được kéo đến nhà bảo trì của LOT, để điều tra thêm.

## Phi hành đoàn

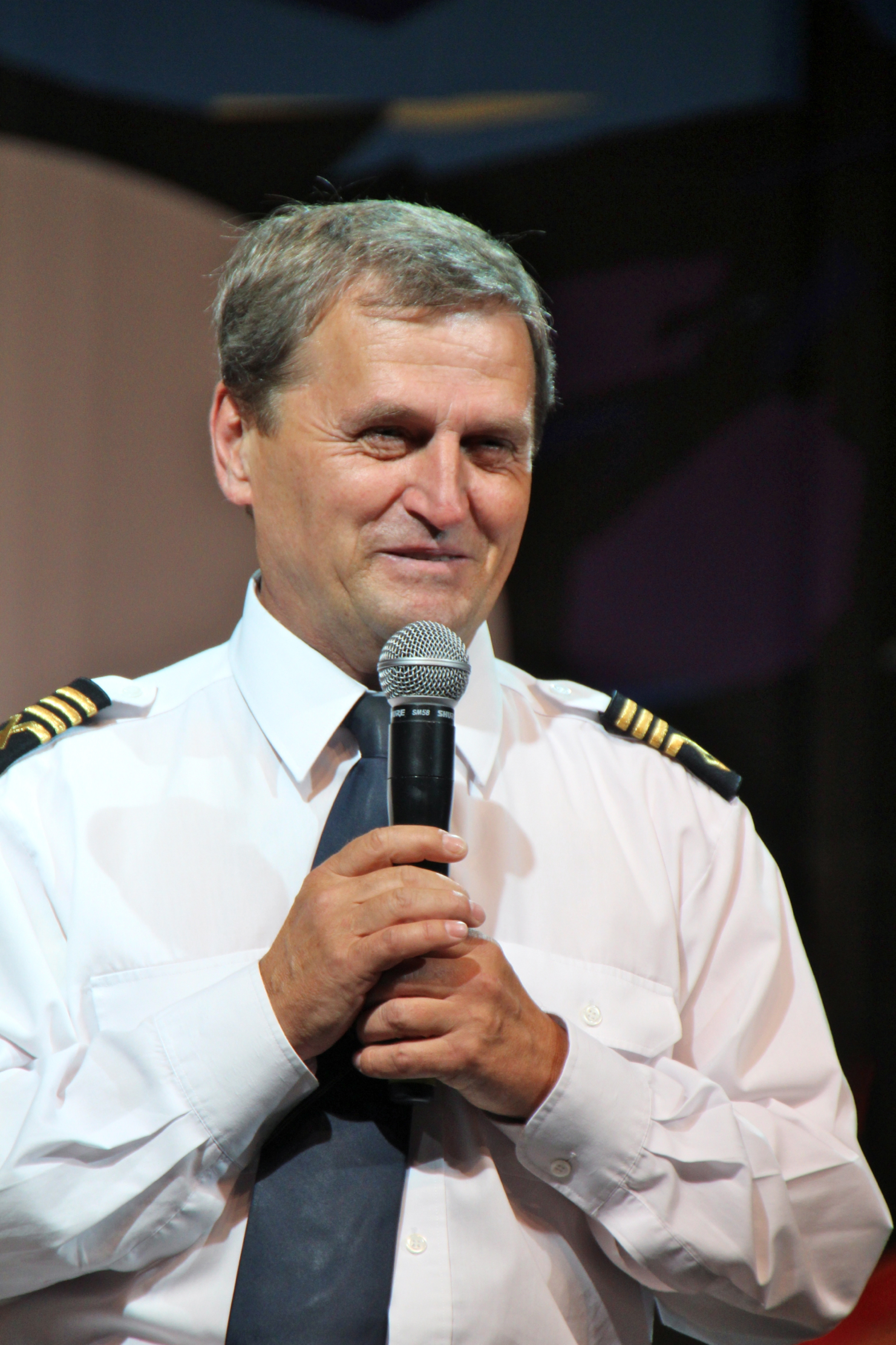
Ông Wrona vào ngày 4 tháng 8 năm 2012

Cơ trưởng của chuyến bay 16 là ông Tadeusz Wrona, một phi công kỳ cựu 30 năm với 20 kinh nghiệm trên chiếc 767. Cả cơ trưởng và cơ phó Jerzy Szwarc đều có Giấy phép phi công vận tải hàng không, tích lũy hơn 25.000 giờ bay giữa họ, trong đó 15.000 giờ trên chiếc 767.

## Điều tra
Báo cáo sơ bộ của SCAAI cho thấy rò rỉ thủy lực xảy ra ngay sau khi cất cánh, sau khi thiết bị hạ cánh và nắp được rút lại. Rò rỉ là từ một ống linh hoạt trong hệ thống thủy lực trung tâm, dẫn đến mất tất cả chất lỏng trong hệ thống đó. Việc giảm áp suất được chỉ ra bởi EICAS và được ghi lại bởi máy ghi dữ liệu chuyến bay. Cuộc điều tra sau đó chỉ ra rằng một bộ ngắt mạch xuất hiện ở bên phải ở mức sàn sẽ cho phép động cơ điện hạ càng. Bộ phận ngắt được thiết lập lại sau khi hạ cánh và bánh xe được mở rộng bình thường.

## Hậu quả
Tổng thống Ba Lan lúc đó là ông Bronisław Komorowski đã ca ngợi phi công và cảm ơn họ vì đã hạ cánh thành công, tôn vinh họ là những người anh hùng. Thiệt hại cho chiếc 767 là rất lớn đến nỗi hãng hàng không đã chọn không sửa chữa nó. Chiếc 767 cuối cùng đã bị loại bỏ vào ngày 16 tháng 11 năm 2013.